# Tynteni

Tynteni ar fi la nord de Lacul Ohrid

Tynteni, sau Tyntenoi (greacă Τυντενοί) a fost numele unui trib ilir ce trăia într-un sat sau un oraș numit Tynte, care poate fi la fel ca Daton, o colonie grecească  în Tracia. Tynteni și Tynte sunt atestate doar pe monede. În cazul în care era efectiv un trib, Tynteni era situat la nord de lacul Ohrid. Monedele lor, a căror emisiune se oprește la începutul secolul 5 Î. hr., au similitudini cu cele ale tribului Ichnae, care în epoca arhaică era Paeonian, dar mai târziu a devenit grec. Legenda monedei este  în greacă ΤΥΝΤΕΝΟΝ.
Populația atintani pare a-și avea originea în obscurul Tynteni.

## Vezi și
- Paeonia (regatul)
- Lista de triburi antice în Tracia și Dacia